# Lagischa
Lagischa was een werkkamp dat fungeerde als subkamp van Auschwitz. In Lagischa, gelegen in het dorp Łagisza, werd een bijzonder project uitgevoerd. De gevangenen van het kamp waren tussen september 1943 en september 1944 bezig met het bouwen van een thermische elektriciteitscentrale. Het project stond onder leiding van het bedrijf Energie-Versorgung Oberschlesien AG. Op het hoogtepunt telde het kamp ongeveer 1000 gevangenen.